# Nyctimantis rugiceps
A Nyctimantis rugiceps a kétéltűek (Amphibia) osztályának békák (Anura) rendjébe és a levelibéka-félék (Hylidae) családjába tartozó Nyctimantis nem egyetlen faja.

## Előfordulása
A faj megtalálható Ecuador, Peruban és valószínűleg Kolumbiában. Természetes élőhelye szubtrópusi vagy trópusi nedves síkvidéki erdők, szubtrópusi vagy trópusi mocsarak. A fajt élőhelyének elvesztése fenyegeti.